# Kurt Muthspiel
Kurt Muthspiel (* 31. Dezember 1931 in Linz; † 18. März 2001 in Graz) war ein österreichischer Chorerzieher und Komponist.

## Leben und Wirken
Kurt Muthspiel wuchs in den Städten Nürnberg, Saalfelden und Salzburg auf. Während er am Mozarteum ein Musikstudium in den Fächern Klarinette, Querflöte und Schulmusik absolvierte, erlernte Kurt Muthspiel in einem Druckereibetrieb den Beruf des Schriftsetzers.
Von 1959 an leitete Muthspiel die Styria-Druckerei in Judenburg, wo er auch als Herausgeber der „Murtaler Zeitung“ auftrat. 1976 wechselte Muthspiel als stellvertretender Technischer Direktor in die Zentrale nach Graz, wo er 1983 zum Direktor der Styria Medien AG – dem drittgrößten Medienunternehmen Österreichs – aufstieg und bis zur Pensionierung 1995 die Geschäfte leitete.
Seit 1955 als Chorleiter tätig, gründete Muthspiel 1960 den bekannten A-cappella-Chor Zeltweg, den er auch dreißig Jahre lang leitete. Zwischen 1960 und 1990 leitete er auch das Zeltweger Volksliedquintett. 1968 rief er die alljährlich stattfindende Steirische Singwoche ins Leben und fungierte 25 Jahre als ihr künstlerischer Leiter. Er gilt als Chorleiter mit großer Breitenwirkung.
Muthspiel beschäftigte sich schon sehr früh mit alter Musik und begeisterte Amateurchöre für polyphones Singen; Schwerpunkte legte er auf Werke von Guillaume Dufay, Heinrich Schütz, Johann Nepomuk David und Hugo Distler. Zwischen 1969 und 1993 war er Herausgeber der Chorübungen, einer Anthologie geistlicher und weltlicher Chormusik mit einem Repertoire vom 13. Jahrhundert bis in die neueste Zeit sowie mit europäischen (häufig alpenländischen) Volksliedern. 
Neben diesen Tätigkeiten komponierte Muthspiel auch selbst, zumeist Messen und Lieder sowie Jodler; dabei war er auf eine unmittelbare musikalische Ausdeutung der meist von ihm selbst verfassten Texte bedacht.
Kurt Muthspiel war verheiratet und Vater von vier Kindern, darunter die beiden Jazz-Musiker Christian Muthspiel und Wolfgang Muthspiel und der klassische Musiker Gerhard Muthspiel.

## Preise und Auszeichnungen
Für seine Verdienste um die Chor- und Volksmusik, insbesondere der Sammlung und Herausgabe geistlicher und weltlicher Chorwerke aus dem Alpenraum, wurde Kurt Muthspiel 1985 mit dem Hanns-Koren-Kulturpreis des Landes Steiermark ausgezeichnet. 1988 erhielt er den Josef-Krainer-Preis und 1993 die Erzherzog-Johann-Medaille.

## Publikationen
- (Hrsg.): Alpenländische Volkslieder aus Österreich, Bayern und Südtirol. 2 Bände, Styria, 1993.
- (Hrsg.): Hoamgehn zu dir – Lieder aus der Steiermark.

## Lexikalischer Eintrag
- Ulrike Praßl, Franz Karl Praßl, Reinhold Westphal: Muthspiel, Familie, in: Oesterreichisches Musiklexikon (letzte inhaltliche Änderung: 16. Mai 2022, abgerufen am 26. September 2022).